# Allium hymettium
Allium hymettium — вид трав'янистих рослин родини амарилісові (Amaryllidaceae), поширений в південній і східній континентальній Греції.

## Опис
Цибулина 8–14 × 5–8 мм; зовнішні оболонки блідо-коричневі, внутрішні — білуваті. Стеблина 8–15 см заввишки. Листків 4, завдовжки до 10 см. Суцвіття скорочене. Листочки оцвітини нерівні, довжиною 4–4.5 мм, рожево-жовті зі смужками темно-коричневого пурпуруватого кольору, зовнішні еліптичні, 2 мм завширшки, внутрішні обернено-ланцетні, шириною 1.6–1.8 мм. Пиляки еліпсоїдні, солом'яно-жовті, злегка шпилясті, 1.2–1.3 × 0.8 мм. Зав'язь кулясто-яйцеподібна, зеленувата, гладка, 1.8 × 1.8 мм. Коробочка майже округла, 3.5 × 3.5 мм. 2n=16.

## Поширення
Поширений в південній і східній континентальній Греції.
Населяє ефемерні спільноти у скелястих місцях.